# Georges Monnet
Pour les articles homonymes, voir Monnet.
Georges Monnet, né le 12 août 1898 à Aurillac (Cantal) et mort le 9 décembre 1980 à Ivry-sur-Seine (Val-de-Marne), est un homme politique français.

## Biographie
Georges Monnet est le fils d'Albert Monnet, procureur à Rambouillet, et de Marguerite Chantemille, fille du sénateur Joseph Chantemille, tous deux catholiques, républicains de tendance libérale et anticléricale. Il est le neveu du sculpteur André d'Houdain et le cousin de Mgr Villepelet, évêque de Nantes. Son frère Henri Jean Joseph  Monnet (1896-1983) est sénateur et sa sœur Marie-Rose (1902-1945) épouse le banquier Pierre Furet, dont elle aura François Furet, historien.

## L'ascension d'un socialiste rural
Après la Première Guerre mondiale, où il a combattu comme engagé volontaire, Georges Monnet prend la tête d'une grande exploitation agricole de Picardie ravagée par le conflit. S'il possède dès lors 200 ha dans une région riche, les premières années sont difficiles, tant l'état des terres est mauvais : il loge dans une simple baraque.
Il devient maire indépendant de Celles-sur-Aisne en 1925. Trois ans plus tard, il adhère à la SFIO, qui a sollicité sa candidature aux élections législatives. Monnet est élu député en 1928, réélu en 1932 et 1936 dès le premier tour. En décembre 1930, il acquiert une stature nationale en contribuant, par son discours très critique, à la chute d'André Tardieu, dont un ministre était impliqué dans l'affaire Oustric. Quelques mois plus tard, il renforce son assise locale en devenant conseiller général. Jusqu'en 1940, c'est un des plus proches de Léon Blum, en même temps qu'un de ses amis intimes, avec sa femme Germaine Monnet. Germaine Monnet est à cette époque la secrétaire administrative du groupe parlementaire socialiste. Le 13 février 1936, Georges Monnet conduit la voiture dans laquelle se trouve Léon Blum et qui est attaquée par des Camelots du roi. Avec sa femme, deux agents de police et des ouvriers du bâtiment, il sauve le chef socialiste du lynchage par les jeunes maurrassiens déchaînés. Monnet ressort de l'agression avec des ecchymoses sur la partie gauche de son visage mais Germaine, son épouse, a elle aussi reçu des coups : elle en porte les traces à la base du nez, le long de son sourcil droit et le long de sa jambe droite. Quelques jours plus tard, elle est alitée du fait d'une sinusite consécutive à son agression.
En 1933, il entre à la commission administrative permanente et devient l'expert de la SFIO pour les questions agricoles, Adéodat Compère-Morel ayant quitté le parti. Il modernise la doctrine socialiste en l'axant vers l'objectif de réformes concrètes et immédiates pour aider les petites et moyennes exploitations, terminant définitivement le débat sur le maintien ou non de ces propriétés privées dans une économie socialisée. Georges Monnet estime aussi que l'agriculture française doit non seulement nourrir la population, mais également devenir un secteur d'exportation.
Ministre de l'Agriculture dans le premier gouvernement Blum et dans le premier gouvernement Chautemps, il consacre l'essentiel de sa politique agraire à la défense des petits exploitants, à travers la maîtrise des prix agricoles. Il met cette politique en œuvre par le biais de l'Office du blé ; mais l'opposition intraitable du Sénat l'empêche d'étendre ce système aux autres productions. Il a cependant construit un modèle suivi après la Libération par les gouvernements de la IVe République, et même par la Communauté économique européenne, avec la Politique agricole commune. Le Sénat bloque également sa réforme du statut du fermage. Monnet obtient en revanche l'extension des droits sociaux aux ouvriers agricoles, encore soumis à des conditions de travail archaïques. Pour appliquer sa politique, il s'appuie particulièrement sur les directeurs départementaux des administrations publiques, qu'il a réussi à convaincre.

## De la tourmente à l'Afrique
Il s'oppose aux accords de Munich en 1938 et dirige un journal, Agir pour la paix, pour le socialisme défendant une ligne de fermeté face à Hitler. Daniel Mayer, Pierre Brossolette et Jean Bouhey, notamment, y écrivent. Ministre du Blocus dans le gouvernement de Paul Reynaud, Georges Monnet fait savoir sa désapprobation d'un armistice et tente en vain de gagner l'Afrique du nord. 
Il fait partie des 6 ministres qui, lors du dernier conseil des ministres du cabinet Reynaud le 15 juin 1940, souhaitent la poursuite des combats et refusent la proposition Chautemps de demander les conditions d'un armistice à l'Allemagne (les autres étant Delbos, Marin, Rio, Rollin, Sérol, contre 13 ministres en faveur de la proposition Chautemps : Baudouin, Bouthillier, Chautemps, Chichery, Eynac, Frossard, Jules-Julien, Pernot, Pétain, Pomaret, Queuille, Thellier, Ybarnégaray).
Le 10 juillet 1940, après avoir été tenté par le non, il s'abstient sur le vote des pleins pouvoirs au maréchal Pétain. Sous l'Occupation, il reste en retrait, refusant de se compromettre avec le gouvernement de Vichy, mais aussi de s'engager activement dans la Résistance. Il s'en est expliqué dans un entretien avec Marc Sadoun : « J'étais réservé sur l'efficacité d'action des socialistes et ne me sentais pas destiné à mener une action clandestine. »
Son abstention le 10 juillet 1940 et son attitude sous l'Occupation lui sont vivement reprochées à la Libération. Au congrès de la SFIO en août 1945, Louis Noguères et Daniel Mayer dénoncent ses hésitations en évoquant une trahison politique et une lâcheté d'autant plus intolérables à leurs yeux qu'elles impliquent celui qui fut considéré un temps comme « l'héritier de Blum. » Monnet est exclu au nom d'une « éthique de la pureté démocratique autour de laquelle doit se reconstituer un Parti socialiste qui doit impitoyablement rejeter les hésitants », observe l'historien Édouard Lynch.
Passé au RGR, Monnet part en Afrique pour continuer à jouer un rôle politique. Conseiller de l'Union française de 1947 à 1958, il est ministre de l'Agriculture de Félix Houphouët-Boigny de 1959 à 1961, puis conseiller personnel du président ivoirien de 1961 à 1964. Quelques années plus tard, il rentre en France et devient président du Centre national des expositions et concours agricoles (CENECA).

## Décorations
- Commandeur de la Légion d'honneur
- Croix de guerre 1914–1918
- Commandeur de l'ordre du Mérite agricole